# Тврдошовський потік
Тврдошовський потік (словац. Tvrdošovský potok) — річка в Словаччині; права притока Довгого каналу. Протікає в окрузах Нітра і Нове Замки.
Довжина — 22.3 км. Витікає в масиві Подунайські пагорби на висоті 150 метрів.
Протікає територією сіл Штефановічова; Великий Кир (село); Растіславиці і Тврдошовці.
Впадає в Довгий канал на висоті 111 метрів.